# Porta de Santo André

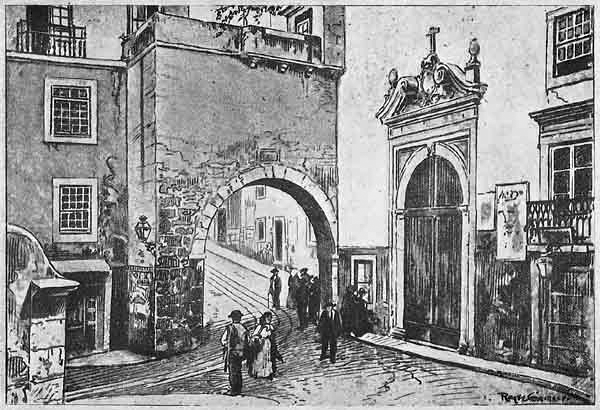
Arco de Santo André por Roque Gameiro, cerca de 1910

A Porta de Santo André, também conhecido por Postigo de Santo André e Arco de Santo André, foi uma antiga porta da cidade de Lisboa, inserida na cerca fernandina da cidade.
Localizava-se ao fundo da Calçada da Graça. Era a última porta aberta na muralha fernandina, que daqui ia entestar na do Castelo de São Jorge, fechando a cerca. Foi demolido no século XX.